# リアル脱出ゲーム密室美少女
『リアル脱出ゲーム 密室美少女』（リアルだっしゅつゲーム みっしつびしょうじょ）は、2013年7月20日から9月28日までテレビ東京の土曜24:50 - 25:15枠で放送された日本のテレビドラマ。
「リアル脱出ゲーム」としては、TBSで不定期に放送されている『リアル脱出ゲームTV』に次ぐドラマ化となる。最終話は30分拡大の24:50 - 25:45に放送。

## あらすじ
5人の少女たちは、目を覚ますと、見知らぬ部屋に閉じ込められていた。皆、同じ年齢の15歳。外部との連絡も遮断され、そして、突如壁に映し出される謎。30分以内に謎を解けなければ、死ぬ。果たして彼女たちは謎を解き、この奇妙な密室から脱出することができるのか。

## ルール
- 問題の答えの暗証コードを打ち込み、脱出すること。
- 制限時間は、30分。
- 制限時間OVER、またはコードを間違えたら、死。
- 出られるのは五人のうち四人だけです。
- 脱出した者は、報酬として、今までの悲しい記憶は忘却の彼方へ。

## 概要
リアル脱出ゲームTVと同様、視聴者も謎解きに参加することができる。放送終了後から翌週の放送開始までの一週間、番組公式サイトより解答の入力が可能。最も早く正解した視聴者は、翌週の放送でハンドルネームが読み上げられる。またTwitter、Facebook、Google+のアカウントと紐付けることにより、公式サイト上から自分の順位を確認することができるようになっている。
地上波テレビ放送としては珍しい試みとして、YouTube上の公式チャンネルを通じてドラマ本編がまるごと無料公開されている。公開期間は放送終了翌日の24時から一定の期間。これにより、テレビ東京の受信範囲外に住んでいても、番組を視聴して謎解きに参加することが可能である。

## キャスト
密室に閉じ込められたときに少女たちの身体には番号が記されていた。
椿 真琴
記憶=不明
演 - 荒井萌
番号：3988。両親は飛行機事故で他界。今までの出来事や答えを記憶し思い出す事が得意。最終問題の答えが分かっていたにもかかわらず、チハヤに脱出の権利を譲った。その後、マダム・マーマレードの名を受け継いだ。
鳳 未来
記憶=親に捨てられ、施設で育った子、養子に取られ、愛を知らずに育った子。
演 - 伊藤梨沙子
番号：1523。閉じ込められたときに所持していたパソコンを使い、言葉や場所を検索して、謎を解くヒントを探す。実の両親に捨てられ、9歳のとき、現在の両親の元へ養子に入る。4年前の夏休みに家族で富士急ハイランドへ遊びに行った想い出が密室を解くヒントに繋がる。最終問題で2番目に正解し、前述の記憶を消され、脱出した。
岬 綾香
記憶=父が母を殺し、その父も自ら命を絶ち、殺人の記憶に苦しみ育った子。
演 - 小山莉奈
番号：9823。過去に母親を父親に殺され、父親もその後自殺した過去を持つ。最終問題で3番目に正解し、前述の記憶を消され、脱出した。
葵 真衣
記憶=親を殺し、その記憶を失った子。
演 - 橋本詩菜
番号：8547618。他の少女たちが答えに行き詰まると突然、ヒントめいた言葉を話す。数学を得意とし、いろんな計算を瞬時に解くことができる。幼少期に父の書斎に飾られていたライオンの絵に恐怖を感じていた。最終問題で最初に正解し、両親を殺害した記憶を消され、脱出した。
黛 ちはや
記憶=親に捨てられ、心が深く傷ついた子。
演 - 水谷果穂
番号：780。密閉空間に閉じ込められてから最初に目覚め、現在置かれている状況を皆に伝える。幼少期に突然、両親が闇金業者から逃げるために蒸発してしまう。母と1文字ずつずらす言葉遊びをした楽しい想い出が密室を解くヒントに繋がる。最終問題で最後に正解し、前述の記憶を消され、脱出した。
少女
演 - 遊馬メイヤ
他の5人と同じく最初の密室に倒れていたが、既に死亡しており、そのまま起き上がることはなかった。他の少女とは違い制服姿ではなく白のワンピース姿に靴を履いていない生足の状態であり、第10話では死体が消え少女と同じ服装をした人形と入れ替わっていたことから謎の多い少女であったが、最後まで正体が不明であった。
マダム・マーマレード
声 - 斉藤佑圭
この世のあらゆる謎を司る女。そして、この世で唯一解けない謎のない女。ストーリーテラーやナレーターの位置付けとして声のみ出演し、劇中には登場しない。しかし、最終話にて、身寄りのない謎解きの才能を持つ少女たちを集め、テストを行っていた事が判明した。そして、わざと答えを入力せず、最後まで残ったマコトにマダム・マーマレードの名を継がせた。

## スタッフ
- 監督 - 平山大吾
- 構成 - 堀田延、伊藤正宏
- 謎クリエイター - 加藤隆生、堺谷光、吉村沙織
- 助監督 - 伊藤暁、板川侑右、増谷緒一
- CG - 清水隆行
- プロジェクター - 西念幸彦
- 音響効果 - 笠松広司（デジタルサーカス）
- 撮影協力 - 富士急ハイランド（第4話）
- プロデューサー - 平山大吾、金子優、荻野和人、中村肇
- 企画協力 - SCRAP
- 製作協力 - BEE BRAIN
- 製作著作 - テレビ東京

## 放送日程
| 各話      | 放送日  | サブタイトル             | 密室の関係者 | 密室の花         |
| --------- | ------- | ------------------------ | ------------ | ---------------- |
| episode1  | 7月20日 | 忘れられない模様         | 岬綾香       | シクラメン       |
| episode2  | 7月27日 | いつかは見られる星       | 椿真琴       | シクラメン       |
| episode3  | 8月03日 | 絵を読め                 | 葵真衣       | タンポポ         |
| episode4  | 8月10日 | 富士急ハイランドの思い出 | 鳳未来       | サルビア         |
| episode5  | 8月17日 | ぐるぐるまわる           | 黛ちはや     | タンポポ         |
| episode6  | 8月24日 | READ RED                 | -            | センニチコウ=9   |
| episode7  | 8月31日 | フクハラタカジサン?      | -            | ノバラ=4         |
| episode8  | 9月07日 | ?ノウシロニイルイキモノ  | -            | インパチェンス=3 |
| episode9  | 9月14日 | 魔方陣を完成させよ       | -            | ガーベラ         |
| episode10 | 9月21日 | からだをやくせ           | -            | -                |
| episode11 | 9月28日 | 君たちなら解けるはず     | -            | -                |

## ネット局
| 放送対象地域 | 放送局     | 放送期間                | 放送時間           | 系列           | 備考   |
| ------------ | ---------- | ----------------------- | ------------------ | -------------- | ------ |
| 関東広域圏   | テレビ東京 | 2013年7月20日 - 9月28日 | 土曜 24:50 - 25:15 | テレビ東京系列 | 制作局 |

## DVD
- 2013年12月27日にポニーキャニオンから3枚組BOX（本編2枚、特典ディスク1枚）仕様で発売[8]。